# Pyrota tenuicostatis
Pyrota tenuicostatis är en skalbaggsart som först beskrevs av Dugès 1869.  Pyrota tenuicostatis ingår i släktet Pyrota och familjen oljebaggar. Inga underarter finns listade i Catalogue of Life.